# A Tab in the Ocean
A Tab in the Ocean é o segundo álbum de estúdio da banda britânica Nektar, lançado em 1972.
| Críticas profissionais                                                      | Críticas profissionais |
| Avaliações da crítica                                                       | Avaliações da crítica  |
| Fonte                                                                       | Avaliação              |
| --------------------------------------------------------------------------- | ---------------------- |
| Allmusic                                                                    | [ 1 ]                  |
| Esta tabela precisa de ser acompanhada por texto em prosa. Consulte o guia. |                        |

## Faixas
- Todas as canções compostas por Nektar.

Lado um
1. "A Tab In The Ocean" – 15:31

Lado dois
1. "Desolation Valley" – 5:45
2. "Waves" – 2:53
3. "Crying In The Dark" – 5:27
4. "King Of Twilight" – 4:07

## Músicos
- Roye Albrighton: guitarras, vocais
- Mick Brockett: luzes líquidas
- Allan Freeman: teclados, backing vocals, mellotron
- Ron Howden: bateria, percussão, backing vocals
- Derek "Mo" Moore: baixo, vocais

## Produção
- Produzido por Peter Hauke
- Engenharia de som por Dieter Dierks